# ریپیت
ریپیت (به اسپانیایی: Ripollet) یک شهرستان در اسپانیا است که در استان بارسلون واقع شده‌است.

## خصوصیات
ریپیت ۴٫۳۹ کیلومترمربع مساحت و ۲۹٬۸۷۷ نفر جمعیت دارد و ۳۶ متر بالاتر از سطح دریا واقع شده‌است.